# Xian de Mao
Le xian de Mao (茂县 ; pinyin : Mào Xiàn) est un district administratif de la province du Sichuan en Chine. Il est placé sous la juridiction de la préfecture autonome tibétaine et qiang d'Aba. Il est l'un des quatre districts, avec ceux de Beichuan, Li et Wenchuan, où vit l'ethnie Qiang.

## Démographie
La population du district était de 101 137 habitants en 1999.